# Pentagon Wars

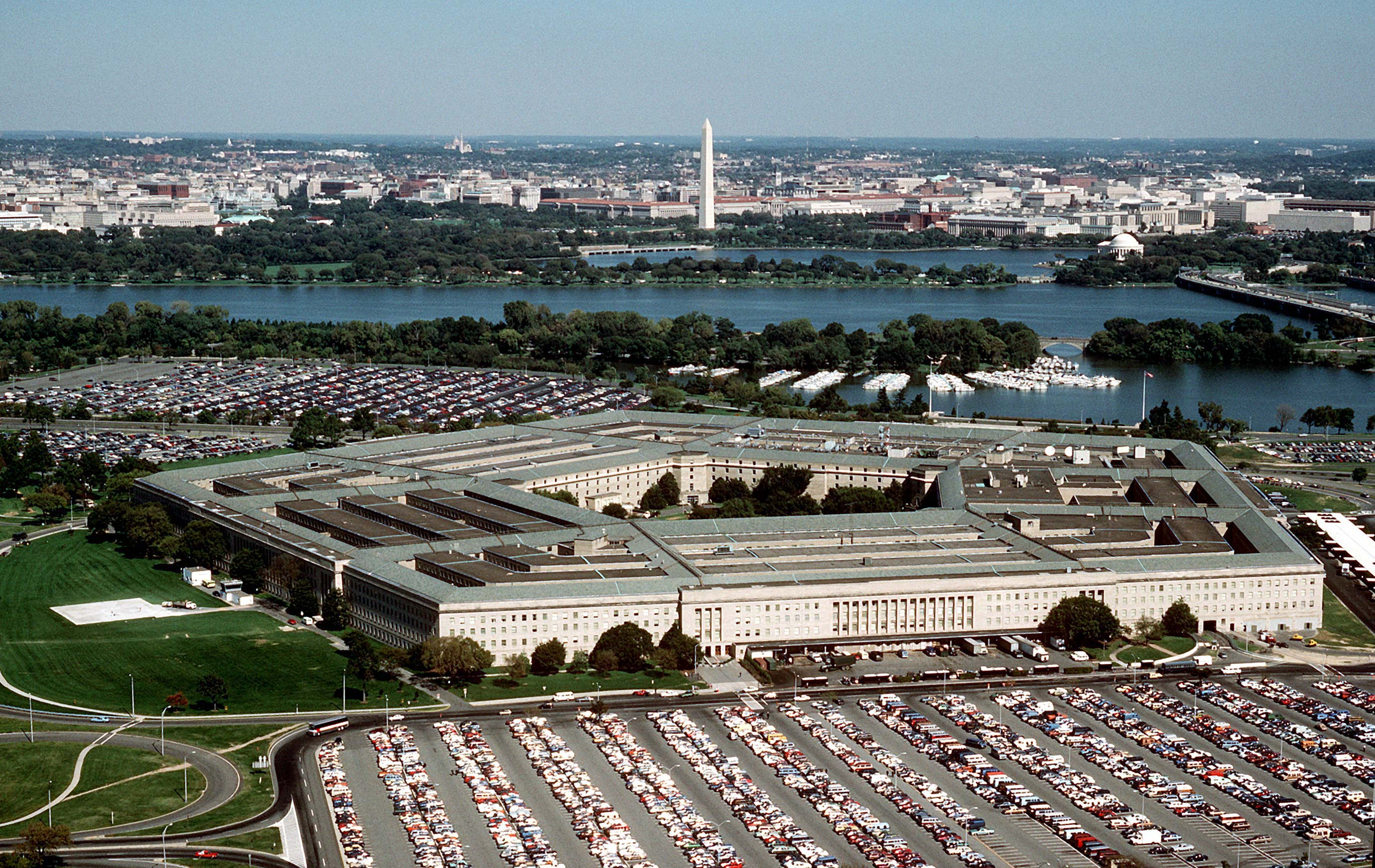
Byggnaden Pentagon

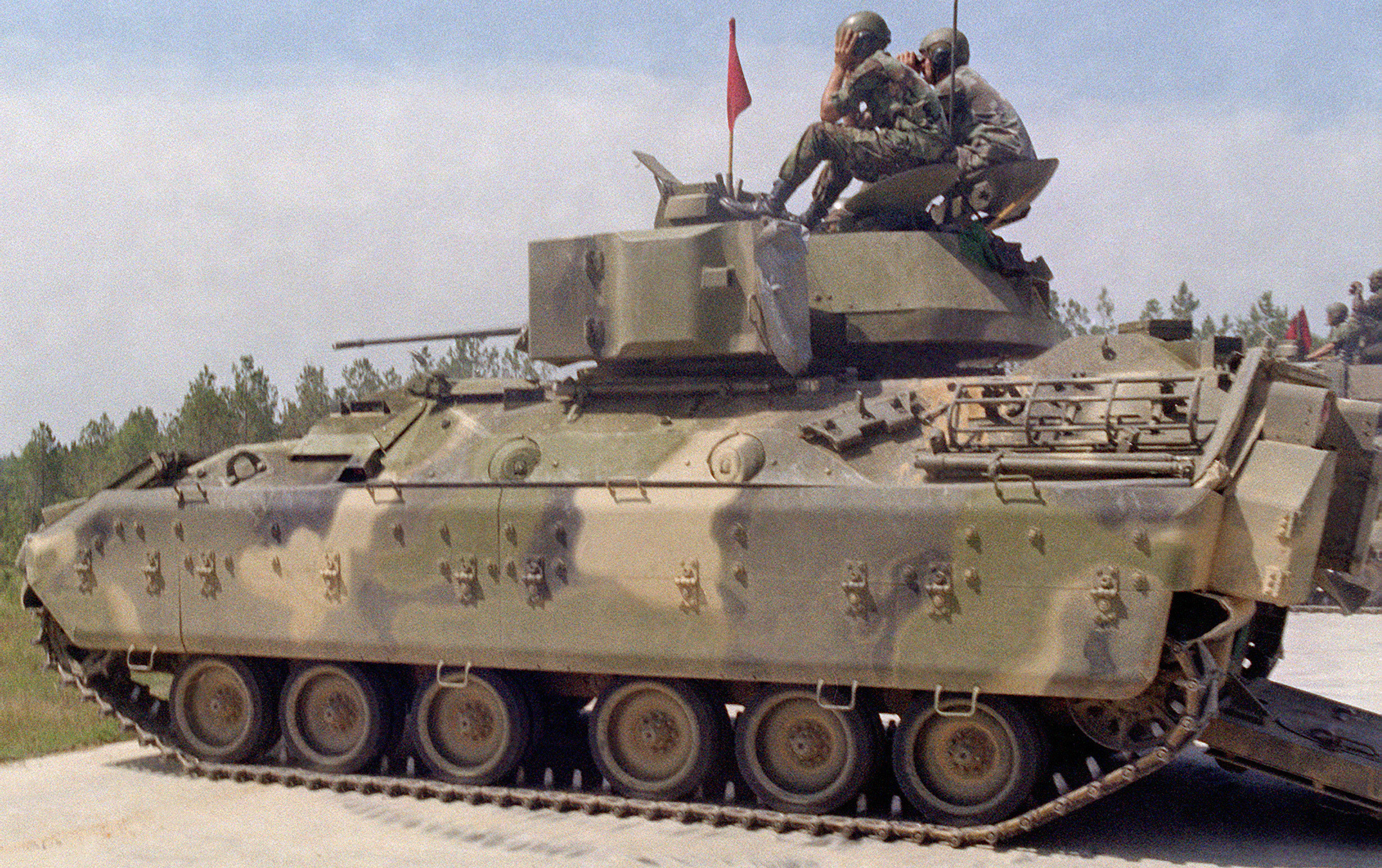
Stridsfordonet M2 Bradley

The Pentagon Wars (svenska: Pentagonkrigen) är en amerikansk satirisk dramakomedi-TV-film från 1998 regisserad av Richard Benjamin för betalkanalen HBO.

## Om filmen
Filmen handlar om USA:s armés framtagning av pansarskyttefordonet M2 Bradley och är baserad på boken 'The Pentagon Wars: Reformers Challenge the Old Guard' (svenska: Pentagonkrigen: Reformatorer utmanar det gamla gardet), skriven av före detta flygvapenofficeraren 'James G. Burton'. Boken ska enligt författaren bygga på en sann historia från sitt liv men i modern tid har flera historiker och insatta  diskuterat och ifrågasatt bokens sannhet.
Filmen framställer händelseförloppet av Bradleys framtagande som mycket vinklat och korrupt där överordnade inom USA:s försvarsdepartement (vars säte heter Pentagon) bryr sig mer om att snabbt ta fram till ytan mäktigt försvarsmateriell i syfte att bli befordrade och få högre lön, trots att materielen är långt från färdigutvecklade. Filmen följer specifikt utvecklingen av pansarskyttefordonet M2 Bradley som börjar som ett 1968-projekt att skapa ett splitterskyddat trupptransportfordon ämnat att skjutsa soldater till strid, vilken sedan konverteras till ett tungt beväpnad pansarskyttefordon av projektets överordnade under 1970-talets gång. Problematiken kring detta är bland annat att projektet redan gått över budget år 1968, samt att de överordnade inte vet hur man konstruerar ett stridsfordon, vilket resulterar i ett fordon som inte är praktisk till någon av dess avsedda uppgifter. Ett citat från filmen lyder: "Så i summering herrar. Det ni har framför er är ett trupptransportfordon som inte kan bära trupper, ett spaningsfordon som är för iögonfallande för att utföra spaningsuppdrag och en kvasistridsvagn som har mindre pansar än en snöslunga, men som har tillräckligt med ammunition att nedkämpa hälften av D.C.. Filmen gör även referenser till andra militära tidsenliga projekt som historiskt också visat tecken på problematisk framtagning, exempelvis automatkarbinen M16 som var undermålig under Vietnamkriget.
Dock är filmen i sig mycket historiskt vinklad och överdriven i syfte att vara komisk och satirisk. Poängen med filmen kan någorlunda summeras som en förevisning av de problem som kan eller har uppstått på grund av korruption inom det amerikanska militära väsendet, istället för att visa en historiskt korrekt bild av framtagandet av M2 Bradley. Trots detta använder sig filmen av historiskt korrekt information i många avseenden men presenterar detta från en felaktig eller vinklad bakgrund för att driva sin poäng.

## Handling
Flygvapenofficeraren James Burton blir förflyttad till Pentagon, för att på uppdrag av den amerikanska kongressen bevaka arméns tester av utvecklingsprojekt. Han upptäcker att testresultaten manipuleras för att få ut de militärt odugliga fordonen på marknaden så fort som möjligt. Ingen tänker på soldaternas säkerhet. I filmen är det fordonet M2 Bradley som utvecklas. I huvudrollerna ses bland andra Cary Elwes, Kelsey Grammer, Richard Schiff, John C. McGinley och Viola Davis.

## Citat
- ”It's a troop carrier, not a tank”

”Det är ett trupptransportfordon, inte en stridsvagn”
- ”Do you want me to put a sign on it in 50 languages, 'i'm a troop carrier, not a tank, please dont shoot at me'.”

”Vill du att jag ska sätta en skylt på den i 50 olika språk, 'jag är ett trupptransportfordon, inte en stridsvagn, skjut ej'.”
- ”This was gonna be so beautiful.”

”Det här skulle bli så vackert.”
- ”So in summation gentlemen. What you have before you is a troop transport that can't carry troops, a reconnaissance vehicle that's too conspicuous to do reconnaissance, and a quasi tank that has less armor than a snowblower, god has enough ammo to take out half of D.C..”

”Så i sammanfattning mina herrar. Det ni har framför er är en trupptransport som inte kan transportera trupper, ett spaningsfordon som är för iögonfallande för att utföra spaning och en kvasi-stridsvagn som har mindre pansar än en snöslunga men guds nåde har tillräckligt med ammunition för att utplåna halva Washington D.C.”
- ”Papercuts. Vicious papercuts.”

”Pappersskärsår. Illsinta pappersskärsår.”

## Roller
| Cary Elwes       | – Överstelöjtnant James Burton       |
| Kelsey Grammer   | – Generalmajor Partridge             |
| John C. McGinley | – Överste J.D. Bock                  |
| Tom Wright       | – Major Sayers                       |
| Richard Schiff   | – Brigadgeneral Smith                |
| Viola Davis      | – Sergeant Fanning                   |
| Clifton Powell   | – Sergeant Benjamin Dalton           |
| Dewey Weber      | – Granger                            |
| Richard Benjamin | – Försvarsminister Caspar Weinberger |
| Olympia Dukakis  | – Utskottsordförande                 |
| Dann Florek      | – Generalmajor Bob Braden            |
| Richard Riehle   | – General Vice                       |

### Videoklipp
- The Pentagon Wars - 1998 Full Movie
- Pentagon Wars - Bradley Fighting Vehicle Evolution
- Bradley Development: What Pentagon Wars got right
- The Problem With Pentagon Wars